# اشتراكية أخلاقية
تمثل الاشتراكية الأخلاقية شكلاً من أشكال الاشتراكية الليبرالية. وتتميز الاشتراكية الأخلاقية بتركيزها على انتقاد أخلاقيات الرأسمالية وليس فقط على انتقاد المشكلات المادية للرأسمالية. فهي تؤكد على ضرورة أن يتحلى الاقتصاد بالمسؤولية الأخلاقية ويقوم على مبادئ الخدمة والتعاون والعدالة الاجتماعية ويتصدى للفردانية المحبة للتملك.
نشأ مصطلح «الاشتراكية الأخلاقية» في بدء الأمر على يد الماركسية الثورية روزا لوكسمبورغ في إطار الازدراء من الماركسي الثوري الإصلاحي إدوارد برنشتاين الذي كان يحض على اعتناق المُثل اللبيرالية لإيمانويل كانت. ومع ذلك، ظهر الأشخاص الذين قدموا أنفسهم كاشتراكيين أخلاقيين لاسيما في بريطانيا أمثال آر أتش تاوني، الاشتراكي الديني البريطاني وارتبطت المُثل التي تدعو إليها الاشتراكية الأخلاقية بمثل الاشتراكية الدينية الفانية واشتراكية الحرفيين. كما تمثل الاشتراكية الأخلاقية فكرًا هامًا داخل حزب العمل البريطاني، وقد حظيت الاشتراكية الأخلاقية بدعم عام من رؤساء الوزراء البريطانيين رامزي ماكدونالد  وكليمنت أتلي  وتوني بلير.
وعندما تخلى الحزب الديموقراطي الاجتماعي الألماني عن الحتمية الماركسية في برنامج جودسبيرج الذي قدمه، أحل محلها الاشتراكية الأخلاقية وأكد الحزب على أنه يتبنى الفكر الديموقراطي البراجماتي الإصلاحي.

## الأفكار الرئيسية

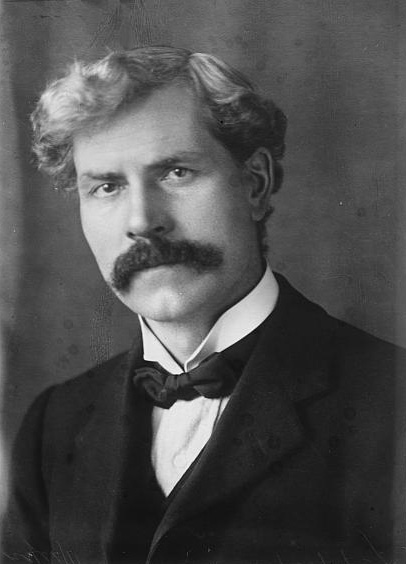
رامزي ماكدونالد، رئيس وزراء المملكة المتحدة، (1924، 1929-1935).

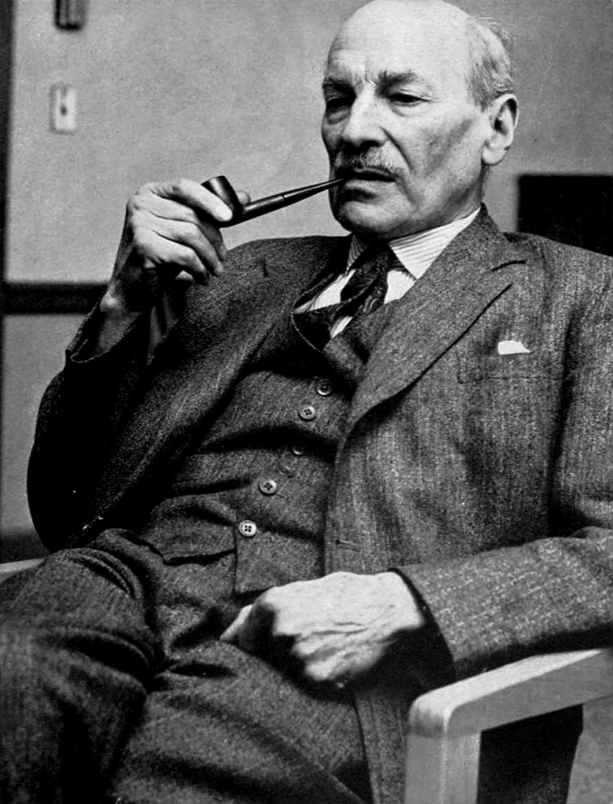
كليمنت أتلي، رئيس وزراء المملكة المتحدة، (1945-1951).

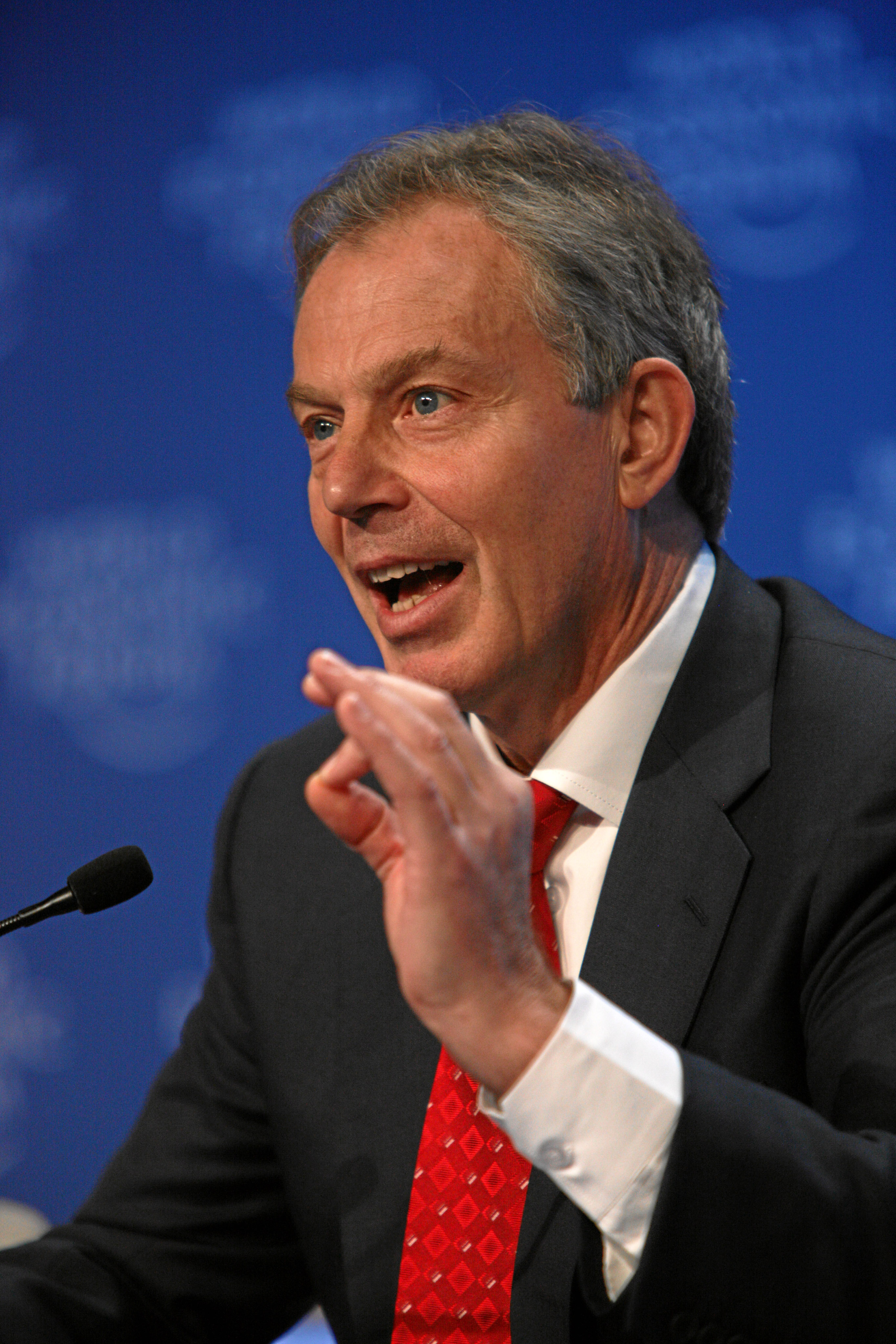
توني بلير، رئيس وزراء المملكة المتحدة، (1997-2007).

تؤكد الاشتراكية الأخلاقية على ضرورة أن يتحلى الاقتصاد بالمسؤولية الأخلاقية ويقوم على مبادئ الخدمة والتعاون والعدالة الاجتماعية ويتصدى للفردانية المحبة للتملك. وتتميز الاشتراكية الأخلاقية بتركيزها على انتقاد أخلاقيات الرأسمالية وليس فقط على انتقاد المسائل المادية للرأسمالية.
ندد آر أتش تاوني بالسلوك الأناني غير الأخلاقي الذي تؤيده الرأسمالية حسب زعمه، وعارض ما أسماه «المجتمع المولع بالتملك» الذي يتيح استخدام الملكية الخاصة لنقل فائض الربح إلى «الملاك الذين ليست لديهم وظيفة» - وهم أصحاب الريع الرأسماليون، إلا أنه لم يعارض المديرين ككل، إيمانًا منه بإمكانية انضمام الإدارة والموظفين في اتحاد سياسي يهدف إلى الإصلاح. وأيد تاوني تجميع فائض الأرباح من خلال الضريبة التصاعدية لإعادة توزيع هذه الأموال لتوفير الرفاهية الاجتماعية شاملة الرعاية الصحية العامة والتعليم العام والإسكان العام، كما ساند أيضًا تأميم الصناعات والخدمات الإستراتيجية، وكذلك مشاركة العمال في إدارة الاقتصاد إلى جانب تعاون كل من المستهلكين والموظفين وأصحاب العمل والدولة لتنظيم الاقتصاد.
على الرغم من تأييد تاوني للدور الهام الذي تلعبه المشاريع العامة في الاقتصاد، فقد ذكر أنه عندما تقدم المشروعات التي تدير الملكية الخاصة خدمة تكافئ الأرباح المتحققة منها، فقد يكون من المفيد والشرعي ترك هذه المشروعات بين أيادي الخاصة. ويرى الاشتراكي الأخلاقي توماس هيل جرين حق تكافؤ الفرص لجميع الأفراد في القدرة على تخصيص الملكية بحرية لكنه يقول بأن حيازة الثروة لا تعني ضمنيًا قدرة الفرد على فعل ما يريد لمجرد وصول هذه الثروة إلى حيازته. وعارض جرين «استئثار الأقلية بحقوق الملكية الخاصة» التي تحول دون ملكية الأكثرية.
كان رئيس الوزاء البريطاني توني بلير واحدًا من مؤيدي ومناصري الاشتراكية الأخلاقية حيث تأثر بجون ماكموراي الذي تأثر بدوره بالاشتراكي الأخلاقي توماس هيل جرين. ويعرّف بلير الاشتراكية الأخلاقية بأفكار مشابهة لأفكار الاشتراكيين الأخلاقيين الأوائل مثل التأكيد على الصالح العام والحقوق والمسؤوليات ودعم المجتمع العضوي الذي ينجح فيه الأفراد من خلال التعاون، هذا ويعتقد بلير أن حزب العمال وقع في مشكلات في فترتي الستينيات والسبعينيات من القرن العشرين عندما تخلى عن الاشتراكية الأخلاقية ويرى أن استرداد الحزب لعافيته تتطلب العودة إلى قيم الاشتراكية الأخلاقية التي عززتها حكومة حزب العمل تحت قيادة كليمنت أتلي.